# Michail Mizincev
Michail Mizincev (* 10. září 1962, Averinskaja, Vologdská oblast, Sovětský svaz) je ruský generálplukovník. Od roku 2014 působil jako ředitel ruského Národního centra obrany.
Je obviňován z toho, že během ruské invaze na Ukrajinu v roce 2022 nařídil intenzivní bombardování Mariupolu, zřejmě včetně porodnice, dětské nemocnice a místního divadla, kde se skrývaly stovky lidí. Získal tak přezdívku „řezník z Mariupolu“. Stejně brutální strategii Mizincev používal i během ruské intervence v občanské válce v Sýrii, konkrétně při ostřelování města Aleppo.
Podle ukrajinské obhájkyně lidských práv, právničky Oleksandry Matvijčukové, by měl být Mizincev za své činy postaven před Mezinárodní trestní soud v Haagu.
Na přelomu března a dubna 2022 oznámila nejprve Velká Británie a poté Austrálie, že Mizinceva přidaly na své sankční seznamy.
Mezi zářím 2022 a dubnem 2023 působil jako náměstek ministra obrany Ruské federace pro logistiku, a v květnu 2023 bylo oznámeno, že se stal členem vedení žoldnéřské Wagnerovy skupiny.